# トルナコ
トルナコ（伊: Tornaco）は、イタリア共和国ピエモンテ州ノヴァーラ県にある、人口約900人の基礎自治体（コムーネ）。

## 地理

### 位置・広がり
| 隣接するコムーネは以下の通り。括弧内のPVはパヴィーア県所属を示す。 - ボルゴラヴェッツァーロ - カッソルノーヴォ (PV) - チラヴェーニャ (PV) - グラヴェッローナ・ロメッリーナ (PV) - テルドッビアーテ - ヴェスポラーテ |